# Believe in Nothing
Believe in Nothing — восьмой студийный альбом британской группы Paradise Lost, выпущен в 2001 году лейблом EMI.

## Об альбоме
Believe in Nothing был записан на студиях Albert Studios (Лондон), Strongroom (Лондон), Chapel Studios (Линкольншир). По словам Ника Холмса, альбом получился без настроения, а его обложка отражает подавленное состояние группы на тот период их творческой активности. Альбом получил смешанные и резко-негативные оценки (Kerrang!, выпуск 839) со стороны критиков и поклонников группы. Понадобилось сделать 2 перемиксовки и изменения в треклистинге, чтобы композиции приобрели хоть какую-то целостность. Вскоре после выхода этого альбома Грег Макинтош сообщил, что этот студийник для него не существует — слишком много было компромиссов и промашек.
29 июня 2018 года лейбл Nuclear Blast издал ремиксованную и ремастерингованную версию альбома, на которой, по словам вокалиста, песни звучат наконец так, как должны были.

## Список композиций
1. I Am Nothing — 4:01
2. Mouth — 3:45
3. Fader — 3:57
4. Look at Me Now — 3:37
5. Illumination — 4:31
6. Something Real — 3:35
7. Divided — 3:27
8. Sell It to the World — 3:11
9. Never Again — 4:38
10. Control — 3:29
11. No Reason — 3:14
12. World Pretending — 4:28

## Участники записи
- Nick Holmes — вокал
- Greg Mackintosh — гитара, клавишные
- Aaron Aedy — гитара
- Stephen Edmondson — бас
- Lee Morris — ударные